# All Star Perche 2016
Navigation
Édition 2017
La première édition du meeting All Star Perche, compétition d'athlétisme en salle de saut à la perche, a eu lieu le 21 février 2016 à Clermont-Ferrand, en France. Considérée comme la compétition la plus prestigieuse de saut à la perche au monde, la réunion accueille les meilleurs athlètes mondiaux de la discipline.
Ce meeting a été organisé par le perchiste Français Renaud Lavillenie (vainqueur de l'édition 2016) pour rendre hommage au Pole Vault Stars de Donetsk en Ukraine où le Palais des sports Droujba a été brûlé en 2014 lors des affrontements entre les séparatistes pro-russes et les Ukrainiens. Il est également co-organisé par l'Ukrainien Sergey Bubka, plus grand perchiste au monde

## Compétition

### Déroulement
La compétition est remportée chez les hommes par le Français Renaud Lavillenie avec 6,02 m, meilleure performance mondiale de l'année, record du meeting et record de la salle. Le précédent record de la salle était détenu par l'Ukrainien Sergueï Bubka avec 6 m en 1994. Lavillenie tente de battre son propre record du monde à 6,17 m, mais sans succès.
Derrière Renaud Lavillenie, se hissent sur le podium le Canadien Shawnacy Barber (5,91 m) et le Grec Konstadínos Filippídis, qui établit un nouveau record de Grèce avec 5,84 m.
Chez les femmes, la Brésilienne Fabiana Murer s'impose avec 4,71 m à son 2d essai, après un début de concours compliqué (4,52 et 4,62 à son troisième essai). Elle devance aux essais la Grecque Nikoléta Kiriakopoúlou, qui franchit cette même barre mais au 3e essai. La Vénézuélienne Robeilys Peinado établit un nouveau record national en salle à 4,52 m.

### Résultats
| Rang               | Nom                    | Nationalité | 5.42 | 5.57 | 5.70 | 5.77 | 5.84 | 5.91 | 5.97 | 6.02 | 6.07 | 6.12 | 6.17 | Marque | Notes |
| ------------------ | ---------------------- | ----------- | ---- | ---- | ---- | ---- | ---- | ---- | ---- | ---- | ---- | ---- | ---- | ------ | ----- |
| Médaille d'or      | Renaud Lavillenie      | France      | —    | —    | o    | —    | o    | o    | —    | o    | —    | —    | xxx  | 6.02 m | WL,MR |
| Médaille d'argent  | Shawnacy Barber        | Canada      | xxo  | o    | xo   | —    | o    | xo   | —    | xxx  |      |      |      | 5.91 m |       |
| Médaille de bronze | Konstadinos Filippidis | Grèce       | o    | o    | xo   | —    | o    | xxx  |      |      |      |      |      | 5.84 m | NR    |
| Médaille de bronze | Sam Kendricks          | États-Unis  | o    | o    | o    | x-   | o    | xxx  |      |      |      |      |      | 5.84 m | SB    |
| 5                  | Paweł Wojciechowski    | Pologne     | —    | o    | o    | —    | xo   | xxx  |      |      |      |      |      | 5.84 m | SB    |
| 6                  | Piotr Lisek            | Pologne     | o    | xo   | xo   | o    | xxx  |      |      |      |      |      |      | 5.77 m | =SB   |
| 7                  | Michal Balner          | Tchéquie    | o    | o    | xxx  |      |      |      |      |      |      |      |      | 5.57 m |       |
| 8                  | Stanley Joseph         | France      | o    | xo   | xxx  |      |      |      |      |      |      |      |      | 5.57 m |       |
| 9                  | Valentin Lavillenie    | France      | o    | xxo  | xxx  |      |      |      |      |      |      |      |      | 5.57 m |       |
| 9                  | Augusto Dutra          | Brésil      | o    | xxo  | xxx  |      |      |      |      |      |      |      |      | 5.57 m | SB    |
| 11                 | Jérôme Clavier         | France      | o    | xxx  |      |      |      |      |      |      |      |      |      | 5.42 m |       |
| 12                 | Raphael Holzdeppe      | Allemagne   | —    | —    | xxx  |      |      |      |      |      |      |      |      | NM     |       |

| Rang               | Nom                    | Nationalité | 4.32 | 4.42 | 4.52 | 4.62 | 4.71 | 4.76 | 4.81 | Marque | Notes  |
| ------------------ | ---------------------- | ----------- | ---- | ---- | ---- | ---- | ---- | ---- | ---- | ------ | ------ |
| Médaille d'or      | Fabiana Murer          | Brésil      | —    | —    | xxo  | xxo  | xo   | —    | xxx  | 4.71 m | MR,=SB |
| Médaille d'argent  | Nikoléta Kiriakopoúlou | Grèce       | —    | —    | o    | o    | xxo  | —    | xxx  | 4.71 m | =MR    |
| Médaille de bronze | Nicole Büchler         | Suisse      | —    | o    | o    | o    | x-   |      |      | 4.62 m |        |
| 4                  | Romana Maláčová        | Tchéquie    | xo   | o    | o    | xo   | xxx  |      |      | 4.62 m | PB     |
| 4                  | Lisa Ryzih             | Allemagne   | —    | —    | xo   | xo   | xxx  |      |      | 4.62 m | SB     |
| 6                  | Robeilys Peinado       | Venezuela   | o    | o    | o    | xxx  |      |      |      | 4.52 m | NR     |
| 7                  | Vanessa Boslak         | France      | o    | o    | xxx  |      |      |      |      | 4.42 m |        |
| 7                  | Jiřina Ptáčníková      | Tchéquie    | o    | o    | xxx  |      |      |      |      | 4.42 m |        |
| 9                  | Minna Nikkanen         | Finlande    | xo   | xxx  |      |      |      |      |      | 4.32 m |        |